# Puchheim
Puchheim é um município da Alemanha, no distrito de Fürstenfeldbruck, na região administrativa de Oberbayern , estado de Baviera.